# La Femme et le Socialisme

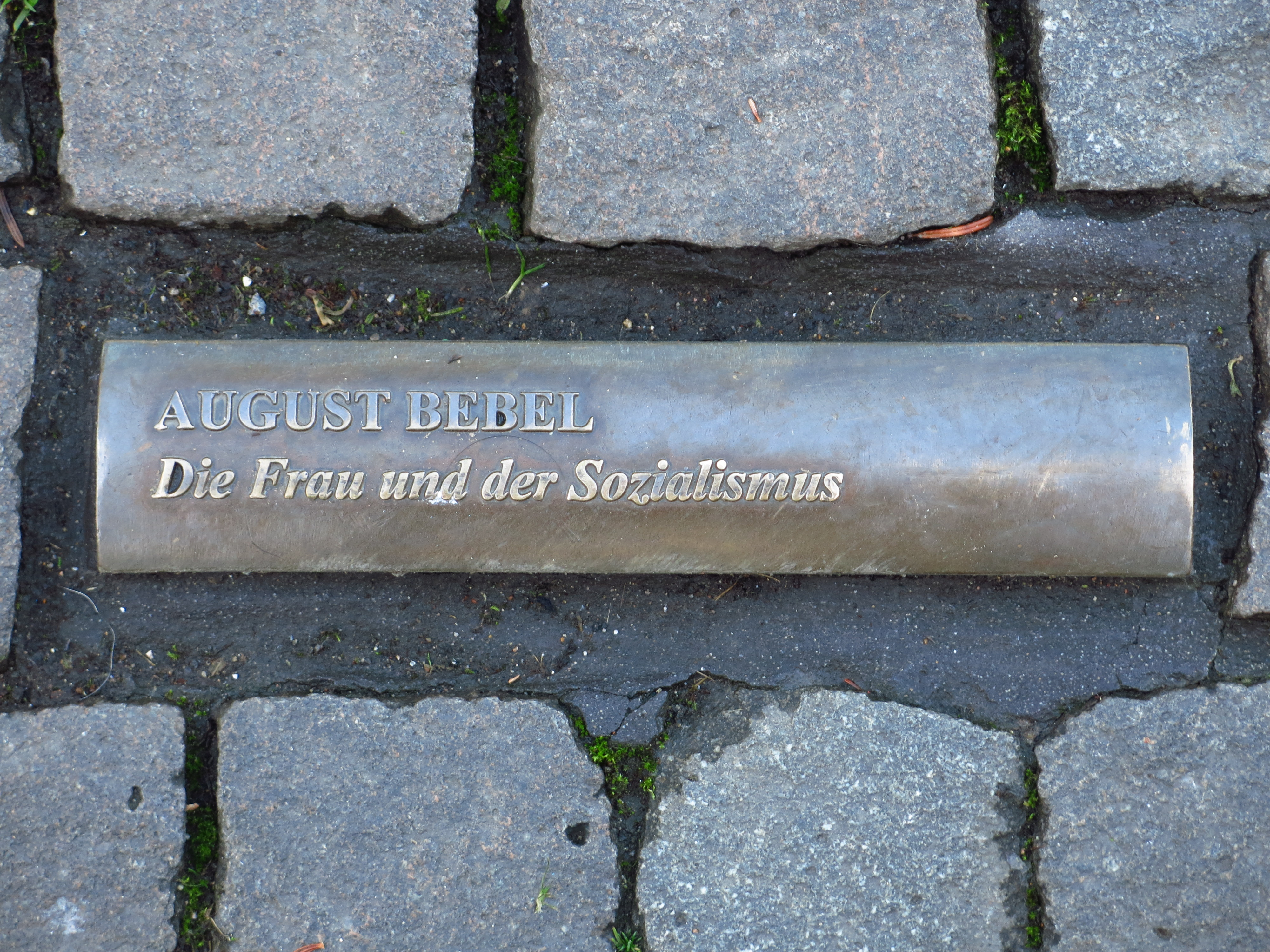
August Bebel Die Frau und der Sozialismus
Un des 60 dos de livres insérés entre les pavés de la place du marché de Bonn, en commémoration de l'autodafé de livres du 10 mai 1933 - La Femme et le Socialisme fait partie des livres brulés.

La Femme et le Socialisme (traduction contemporaine : Femmes et socialisme) est une œuvre écrite par August Bebel (né le 22 février 1840 et mort le 13 août 1913), socialiste, fondateur et dirigeant du Parti social-démocrate d'Allemagne (SPD) d'avant 1914. Femmes et socialisme est un livre iconique du féminisme.
Cette œuvre a pour but principal de démontrer les difficultés que les femmes rencontrent dans leur vie quotidienne, politique et sociale, et ce depuis le début de l’histoire, et de donner des solutions afin de mettre en place une société nouvelle idéale. Elle a joué un rôle de support théorique et de fondement à la doctrine socialiste sur la question des femmes, en établissant un lien entre organisation des femmes et changement radical de la société.

## Genèse, éditions et traductions de l’œuvre
La Femme et le Socialisme est publié par August Bebel en 1879. Le livre fait scandale et est interdit officiellement le 28 mars 1879. Par la suite, l’œuvre connait plusieurs rééditions augmentées et modifiées par l’auteur. En 1910 le livre a fait l’objet d’une "refonte complète" comme le dit August Bebel dans la préface de sa cinquantième édition. Passé de moins de 200 page en 1879, le livre dépasse les 500 pages en 1910. Celui-ci est également enrichi de tableaux statistiques inédits.
Le succès du livre est tel qu'il sera traduit dans plus de 25 langues, et connaîtra plus d'une centaine d'éditions, dont 70 en Allemagne entre 1879 et 1996. La première traduction en français, par Henri Ravé, est publiée en 1891 sous le titre La femme dans le présent, le passé et l'avenir avec un avant-propos biographique signé Paul Lafargue. En 1911, l'imprimerie coopérative Volksdrukkerij de Gand (Belgique) avait réalisé une traduction depuis longtemps introuvable de la cinquantième édition.Idem pour la traduction de Claude Prévost chez Dietz Verlag, Berlin, 1964.

## Contenu de l’œuvre
Pour August Bebel, le triomphe du capitalisme avec son cortège de contradictions met à l’ordre du jour « la question de la forme et de l’organisation que doit se donner la société humaine afin que l’épanouissement physique et social de l’individu puisse se substituer à l’oppression, à l’exploitation, à la précarité et à la misère ». Il importe cependant, selon Bebel, « de traiter séparément la question des femmes. [..] Connaître la place des femmes dans le passé, ce qu’elle est aujourd’hui et ce qu’elle sera à l’avenir, concerne une large moitié de la société, du moins en Europe, car le sexe féminin y constitue une large moitié de la population ».
Il ajoute : « Les femmes ont le même droit que les hommes à laisser s’épanouir leurs talents et à les exercer librement ; elles sont des êtres humains comme les hommes et, comme eux, elles doivent avoir la liberté de disposer d’elles-mêmes en maîtresses de leur destin. Devoir au hasard le fait d’être une femme n’y doit rien changer. Refuser l’égalité aux femmes parce qu’elles sont nées femmes et non hommes — ce dont les hommes sont aussi peu responsables que les femmes — est aussi injuste que de faire dépendre les droits et les libertés au hasard d’une religion ou d’une orientation politique, et est aussi insensé que de considérer deux personnes comme ennemies parce que le hasard de la naissance les a fait appartenir à des ethnies ou des nationalités différentes. Ce sont des conceptions indignes d’un homme libre. L’humanité ne progressera qu’en écartant ce qui maintient l’individu sous la domination d’un autre, une classe sous la domination d’une autre, un sexe sous la domination d’un autre ».
Pour les lecteurs contemporains de Bebel, hommes ou femmes, toute la troisième partie du livre concernant l’avenir, voire l’utopie d’une société débarrassée de l’exploitation et de toute forme d’oppression, « se révèlera particulièrement enthousiasmante ».
Clara Zetkin, dont le nom reste lié au combat des femmes dans le socialisme allemand et international, déclarait à propos de cet ouvrage : « Il ne doit pas être jugé en fonction de ses qualités ou de ses défauts, il doit être jugé en fonction de l’époque à laquelle il a été publié. Et là, c’était plus qu’un livre, c’était un événement, une action. »

## Résumé de l’œuvre
Première partie : Les femmes dans le passé
La première partie de l’œuvre s’applique à présenter sous une forme actualisée l’ensemble des travaux les plus novateurs en matière d’anthropologie, dans le but de briser la conception fixiste ou naturaliste de la place des femmes dans la société. Elle éclaire également sur les profonds changements survenus entre les hommes et les femmes en fonction des périodes historiques. Bebel livre ici le premier exposé théorique complet sur l’émancipation des femmes : être femme ou homme n’est plus une donnée de la nature, mais d’abord une construction historique. Il affirme alors que la lutte contre l’oppression des femmes n’est pas extérieure au combat pour la transformation de la société, mais qu’elle en est consubstantielle : « Il ne peut y avoir d’émancipation de l’humanité sans l’indépendance sociale et l’égalité entre les sexes. »
Deuxième partie : Les femmes au temps présent
Le terme « présent » fait référence à la société capitaliste au tournant du 20ème siècle, mais cette partie fait écho, à bien des égards, à notre monde contemporain. Le triomphe de l’industrie a transformé en réalité le travail salarié des femmes. Longtemps avant la Première Guerre mondiale, celles-ci formaient dans l’Empire allemand une part significative de la population active : en 1907, près de dix millions d’entre elles étaient salariées, ce qui représentait déjà 35 % des actifs. Bebel, qui décrit une génération de femmes parties à l’assaut des responsabilités, montre comment cette évolution fondamentale fait surgir le combat féministe tel un fait inexorable. Cette partie s’appuie sur de nombreux tableaux statistiques internationaux, portant sur le suicide, la fertilité, l’avortement, le mariage, le divorce, la prostitution, l’emploi féminin, l’activité domestique, le travail dans l’industrie et les services. Elle fait aussi la démonstration de la dégradation dramatique de la condition des femmes dans la société capitaliste malgré les progrès en matière de droits civils.
Troisième partie : Les femmes dans le futur
Cette troisième partie prend la forme d’un exposé souvent pittoresque – voire utopique – de la société socialiste. En réfléchissant aux conséquences des progrès techniques contemporains, Bebel construit son rêve de la fin des oppressions et de l’extraordinaire renouvellement des rapports futurs entre les sexes. Darwinien, convaincu de l’évolution des espèces, d’un progrès de l’histoire et des bienfaits de la science, Bebel se caractérisait lui-même comme « évolutionniste et révolutionnaire ». Il avait foi en l’avenir, appartenait à une génération convaincue que les progrès de la science, de la médecine, de l’hygiène, avec la distribution de l’eau potable, le tout à l’égout, l’électricité à laquelle il prédisait un grand avenir, marqueraient des avancées notables des conditions de vie. Il en espérait un bénéfice supplémentaire pour les femmes, c’est-à-dire pour l’ensemble de l’humanité. Pour Bebel, si les tâches domestiques sont fastidieuses, elles le sont pour tous : l’égalité complète et réelles dans ce domaine ne se fera pas par leur partage à égalité au niveau des individus hommes et femmes, mais par leur prise en charge par la collectivité sur la base d’une productivité bien supérieure.

## Impact de l’œuvre
Le but principal de l’œuvre La Femme et le Socialisme est de démontrer la nécessité de l'égalisation des droits des femmes et des hommes sur le terrain de la société de l’époque. Il démontre ainsi l’injustice de l’infériorité des femmes dans plusieurs domaines (politique, sociale etc.). Pour l’auteur, la femme doit être l’égale de l’homme et en être indépendante, devant un être autonome de ses choix. Bebel prône une complémentarité des sexes. Son œuvre peut être mise en parallèle avec la naissance du mouvement féministe. Ce mouvement a pour but de mettre en place une égalité des sexes sur le plan politique, culturel, économique, personnel et social. Ainsi, certaines femmes sont très impliquées dans la lutte pour cette égalité comme par exemple Maria Deraismes, féministe célèbre pour être la première femme intégrée dans la franc-maçonnerie et pour avoir fondé « le Droit humain international »[réf. nécessaire]. L'ouvrage La Femme et le Socialisme est, comme son titre l’indique, marqué par des idées inspirées du socialisme, comme l’égalité sociale et la réduction des inégalités.
La critique du mariage faite par August Bebel provoque, à la suite de la traduction de son livre en anglais par Daniel De Leon, une réaction vive de  l'irlandais James Connolly, l’un des dirigeants de l’insurrection de Pâques 1916, qui y voit un livre « lubrique ». La polémique montre qu'au delà de cette qualification le débat porte sur la possibilité d'apporter une réponse aux inégalités entre sexe par la seule voie de l'abolition du capitalisme.
Plus tardivement, La Femme et le Socialisme est une des références des Femen, groupe féministe d'origine ukrainienne, qui a créé et adopté un mode de contestation s’inspirant de l’actionnisme des années 1960 et se voulant révolutionnaire, au sens propre du terme : les œuvres de Marx, Engels, Lénine et Bebel ont été leurs livres de chevet,.